# Чамланг
Чамланг (Chamlang) (7321 м) — вершина хребта Махалангур-Гімал, в центральній частині Гімалаїв, найвищий пік з дуже крутими стінами за 16 км на північний захід від Макалу (8481 м). Розташований в Непалі. Є  79-ю по висоті вершиною світу. Чамланг I знаходиться на південно-західному краю 6-кілометрового гребеня, вся верхня лінія якого лежить вище 7000 м, а декілька вершин перевищують 7200 м. Найвища точка північно-східній частині гребеня Чамланг II (7296 м).

## Ресурси Інтернету
- «Гімалайський журнал» [Архівовано 17 липня 2017 у Wayback Machine.]